# Tomorrow's chance
《Tomorrow's chance》為茅原實里歌手活動再度展開後的第6張單曲。由Lantis／GloryHeaven製作、發行，Sony Music Distribution發售。

## 概要
- 這張單曲開始，商標名以GloryHeaven發行。
- 初回限定版為Sleeve Pacage樣式。
- 初回生産部份，附有茅原首次戶外演唱會「Minori Chihara Live 2009 "SUMMER CAMP"」的先行預約序號票。
- 2009年6月4日開始至6月7日每小時17分00秒及47分00秒，6月8日開始每小時17分00秒，於秋葉原UDX大樓大型電視螢幕播放了此曲PV。

## 收錄曲
1. Tomorrow's chance 
  - 作詞：畑亞貴、作曲・編曲：菊田大介
  - 音樂節目《Run Run LAN!》2009年6月度片頭曲
  - 《茅原實里的radio minorhythm》第6代片頭曲
2. Sunshine flower 
  - 作詞：畑亞貴、作曲：俊龍、編曲：藤田淳平
  - 《茅原實里的radio minorhythm》第4代片尾曲
3. Tomorrow's chance（off vocal）
4. Sunshine flower（off vocal）

## 外部連結
- Tomorrow's chance（页面存档备份，存于）
- Lantis特設頁（页面存档备份，存于）